# Colonias Escolares
Las Colonias Escolares fueron una de las muchas iniciativas de la Institución Libre de Enseñanza. Una de las aportaciones pedagógicas más notables de la Institución Libre de Enseñanza fue destacar la importancia educativa de la formación integral, más allá del academicismo de las materias de estudio, y subrayar el papel que juega en la formación de las personas la educación no-formal e informal, además del autodidactismo estimulando los intereses e inquietudes intelectuales de los jóvenes.
La puesta en práctica de estas ideas se realizaba, entre otros medios, a través de las Colonias Escolares. En ellas se trataba de propiciar a las niñas y a los niños vivencias estimulantes y oportunidades en las que convivir muchachos y muchachas de distintas procedencias. El objetivo era crear un ambiente amable y de libertad en el que los educadores pudiesen compartir momentos intensos con los educandos: en los juegos, en las excursiones y paseos y en el trabajo. En el proyecto pedagógico de las Colonias Escolares destacaba la importancia pedagógica de la confección del Diario en que cada uno de los chicos y chicas tenía que apuntar cada día sus vivencias, lo que había aprendido, las preguntas que se le había suscitado. De esta manera se construía un conocimiento propio.
La primera Colonia Escolar de la ILE la organizó Manuel Bartolomé Cossío en 1887 en San Vicente de la Barquera (Cantabria) y queda documentada con todo detalle en el texto recogido en Manuel Bartolomé Cossío. Una antología Pedagógica de Jaume Carbonell (MEC, 1985). Asimismo tuvieron enorme importancia las Colonias Escolares Leonesas.